# Comuna Petropavlivka, Bratske
Petropavlivka (în ucraineană Петропавлівка) este o comună în raionul Bratske, regiunea Mîkolaiiv, Ucraina, formată din satele Petropavlivka (reședința) și Ukraiineț.

## Demografie
Componența lingvistică a comunei Petropavlivka
     Ucraineană (73,03%)
     Rusă (24,77%)
     Română (1,94%)
     Alte limbi (0,13%)
Conform recensământului din 2001, majoritatea populației comunei Petropavlivka era vorbitoare de ucraineană (73,03%), existând în minoritate și vorbitori de rusă (24,77%) și română (1,94%).